# Corpuls
Corpuls ist der Markenname der GS Elektromedizinische Geräte G. Stemple GmbH und ein deutscher Medizintechnikanbieter. Das Unternehmen mit Hauptsitz im bayerischen Kaufering entwickelt Produkte und Systemlösungen für die Notfall- und Intensivmedizin und vertreibt diese in 75 Länder weltweit.

## Geschichte
Günter Stemple gründete 1982 die Firma GS Elektromedizinische Geräte G. Stemple GmbH, die zunächst vor allem einen portablen Defibrillator vertrieb. 2021 ging der Firmengründer in den Ruhestand; Sohn Klaus Stemple, Tochter Iris Klimmer und Schwiegersohn Christian Klimmer übernahmen die Geschäfte. 2023 wurde der schwedische Finanzinvestor Nordic Capital Mehrheitseigentümer.

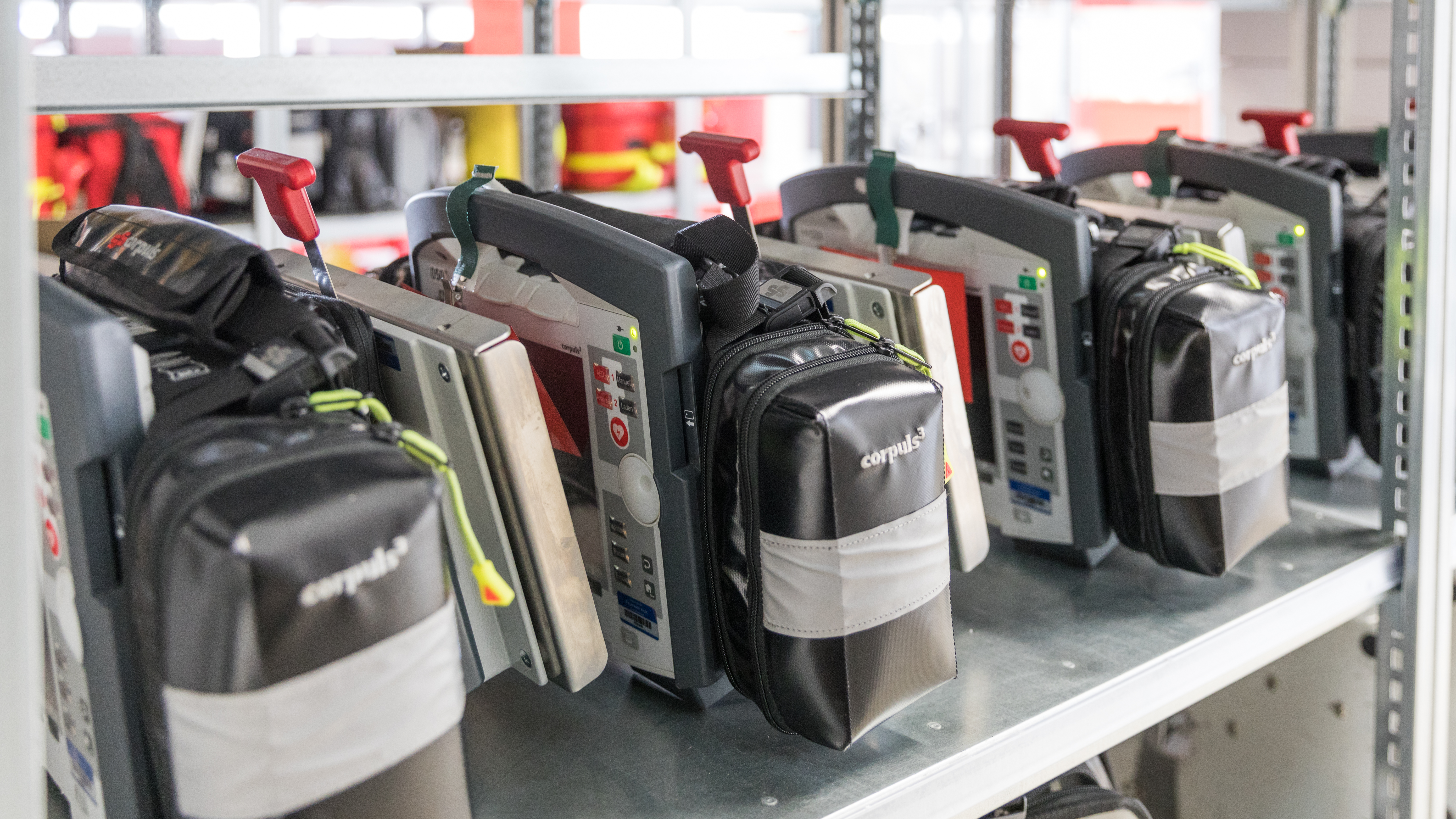
Defibrillatoren „Corpuls 3“ im Sanitätsmittellager der Feuerwehr Köln

## Produkte
Zum Produktportfolio zählen Defibrillatoren, Monitoringsysteme, Thoraxkompressionsgeräte sowie digitale Lösungen für Telemedizin und Daten-/Qualitätsmanagement.

## Niederlassungen
Hauptsitz des Unternehmens ist in Kaufering bei Landsberg am Lech. Weitere Standorte befinden sich in Augsburg, Innsbruck, Dänemark, Malaysia und Peru.